# Edvard Ravnikar
Edvard Ravnikar (tudi Edo Ravnikar st.), slovenski arhitekt, univerzitetni profesor, * 4. december 1907, Novo mesto, † 23. avgust 1993, Ljubljana.
Ravnikar je najprej zaključil ljudsko šolo in za tem srednjo šolo, Realko, obe v Ljubljani. Po več letih študija arhitekture na Dunaju je bil kar osem let študent Jožeta Plečnika. Pri njem je tudi diplomiral in delal kot asistent. Po načrtovanju grobnice padlim vojakom na Žalah in zlasti po tem, ko je samostojno načrtoval Moderno galerijo, je nadaljeval samostojno pot. V letih 1938-39 se je krajši čas (tri mesece) izpopolnjeval v Parizu pri Le Corbusierju. Vojno v Jugoslaviji je preživel v italijanskih taboriščih v južni Italiji in za tem v ilegali v Ljubljani. Med leti 1946–1980 je bil profesor na Fakulteti za arhitekturo, gradbeništvo in geodezijo v Ljubljani (1946-50 je predaval tudi o kulturni oz. umetnostni zgodovini na novoustanovljeni Akademiji za upodabljajočo umetnost, kasnejši ALUO). Od leta 1969 je bil izredni, od leta 1979 pa redni član SAZU. Ravnikarjeva arhitektura postopoma dobiva objektivno kritično vrednotenje. Cenjen je med svojimi učenci, ki so o njem priredili nekaj razstav in izdali več knjig. Umetnostni zgodovinarji od F. Šijanca, N. Šumija in S. Bernika so ga že v šestdesetih in sedemdesetih letih 20. stoletja ocenili kot osrednjega slovenskega arhitekta 20. stoletja po J. Plečniku. Zgodaj je o njem pisala J. Pirkovičeva, za njo P. Krečič in G. Zupan. Najbolj tehtne analize so dodali France Ivanšek. in Marta Ivanšek, A. Vodopivec in N. Koseljeva. Velja za najpomembnejšega slovenskega in enega najpomembnejših jugoslovanskih arhitektov druge polovice 20. stoletja. 

## Arhitekt
Ravnikarjeva arhitektura je neobičajna avtorska sinteza, ki črpa iz Plečnikovega lokalno obarvanega klasicizma, Le Corbusierjevega modernizma do brutalizma in ljudske arhitekture, pa tudi antičnih in drugih vzorov, od Skandinavije do Japonske ter lastne likovne inventivnosti. Prva pomembnejša zgradba, ki jo je načrtoval samostojno, je bila valjasta kostnica padlim med prvo svetovno vojno na Žalah v Ljubljani. Izvirne prvine načrtovanja je še bolj pokazal pri izjemni konceptni in izvedbeni rešitvi, Moderni galeriji v Ljubljani. Mecen, umetnostni zgodovinar Izidor Cankar (ob finančni pomoči družine Hribar) je načrte zanjo najprej iskal pri Plečniku, kasneje je delo zaupal Ravnikarju, ki si je zato nakopal tudi Plečnikovo zamero.
Za njegovo najpomembnejše delo v Ljubljani velja urbanistično in arhitekturno celostno načrtovani kompleks Trga revolucije v Ljubljani, zasnovan leta 1960. Preurejanje območja nekdanjega Uršulinskega vrta so načrtovali že v petdesetih letih, delno celo prej, ko so postavljali stanovanjske hiše v zaledju Prešernove ceste. Ravnikar je s svojo zamislijo zmagal na natečaju in za tem, skupaj s sodelavci, urejal celoto in posamezne objekte do leta 1982. Kompleks obsega ploščadi in različno visoke ter različno oblikovane stavbe: tlorisno tristrani stolpnici TR2 (Ljubljanska banka) in TR3 (nekdaj Iskra) v osi simbolnih ljubljanskih vrat; blagovnico Maximarket ob vzhodnem robu in kulturni ter kongresni center Cankarjev dom (dokončan 1982). Ob robu trga stoji še Spomenik revoluciji ali Kompozicija množic, zasnovan 1964 (kipar Drago Tršar, mikro ureditev arhitekt Braco Mušič; otvoritev 9. maj 1975). Površino velikega trga so znova pretlakovali in odprli septembra 2014. Takrat so premaknili drog za slovensko zastavo in umaknili korito z lipo, kar so dodajali mimo Ravnikarjeve izhodiščne zasnove.  
Drugo pomembno Ravnikarjevo delo, zlasti s področja urbanizma, je Nova Gorica. Mesto je bilo zgrajeno po II. svetovni vojni kot samostojno novo naselje na robu starega mesta Gorica, ki je po določitvi nove državne meje ostalo v Italiji. Urbanistični načrt mesta je zasnovan kot mreža, ki so jo pričeli graditi leta 1947 v osi med Sveto gori in Kostanjevico. Ravnikarjev urbanistični načrt nikoli ni bil izveden v celotnem obsegu. Urbanistične zasnove profesorja, le redke uresničene, poznamo od Finske, Benetk do Beograda in Skopja.   
Znane zgradbe, ključne za slovensko sodobno arhitekturo, z različno namembnostjo in ureditve, ki jih je zasnoval Ravnikar, so še v Kranju: izjemna palača Mestne občine Kranj (OLO Kranj), banka, hotel Creina z avtorsko značilno opečno oblogo in nekdanja veleblagovnica s kortenskimi oblogami; sedaj knjižnica Globus (prenova Ravnikarjevi nasledniki). Inventivno je urejal spominske prostore: grobišče talcev v parku v Begunjah in posebej zanimivo grobišče talcev v Dragi. Zasnoval je ureditev za pokopališče internirancev v Kamporju na Rabu (1953) in več manjših javnih spomenikov v Ljubljani (Tabor, Prešernova-Erjavčeva, Ciril-Metodov trg) ter v naseljih po Sloveniji: Goriče, Radovljica, Nova vas na Blokah, Pivka, Trnovo. Pri manjših zasnovah so aktivno sodelovali učenci. Njegovo delo, kjer je vključil več sodelavcev, so mdr. stanovanjski kompleks Ferantov vrt (1975), zgradba časopisnega podjetja Dnevnik (Kanarček, poimenovana po rumeni plastični fasadi) in Fakulteta za gradbeništvo in geodezijo. V pozni starosti je zmagal na natečaju za prizidek k Narodni galeriji (dograjen 1993, s pomočjo sodelavcev), vse v Ljubljani. Ravnikar je oblikoval opremo za knjige, plakate in druge izdelke ter s svojim zgledom in učenjem bistveno vplival na razvoj slovenskega grafičnega oblikovanja pred uvajanjem računalnikov.
Med drugim je bil Ravnikar tudi del projektne skupine, ki je zasnovala Novi Beograd.

## Pedagog
Edvard Ravnikar je bil med mladimi arhitekti, ki so po II. svetovni vojni, delno s pomočjo političnih povezav, za Plečnikom in Vurnikom prevzeli vodenje šole za arhitekturo v Ljubljani. Katolicizmu in klasični arhitekturi predani Plečnik je zaradi svojega političnega prepričanja in starosti (73 let) po vzpostavitvi komunistične (socialistične) oblasti v Jugoslaviji na univerzi ostal ob robu in delno v senci učencev. Plečnikovo neomajno vztrajanje pri tradicionalnem poučevanju arhitekture je že v letih med 1920 in 1930 vzbudilo odpor pri nekaterih njegovih študentih, ki so jih zanimala sodobnejša gibanja v arhitekturi. Kar sedem, med njimi E. Ravnikar, jih je odšlo študirat in vsaj za krajši čas delat k Le Corbusierju v Pariz. Ta je odlične risarje in marljive sodelavce z veseljem sprejel. Z znanjem in izkušnjami, ki jih je nabral pri Le Corbusierju, je Ravnikar na prehodu iz 1940-ih v 1950-a razvoj slovenske arhitekture in delno tudi likovne umetnosti, skupaj z nekaterimi drugimi ustvarjalci, uspel odvrniti stran od ozke ideologije socialističnega realizma. Arhitekturna šola se je oprla na sodobne arhitekturne tokove v zahodni Evropi ter kritično razpravo, ki je potekala znotraj CIAM. Na nov način so uporabljali uveljavljene in nove materiale ter njihove kombinacije. Priljubljenost profesorja potrjuje izjemno število njegovih diplomantov. Včasih med kolegi ni imel ustreznega razumevanja za nove smeri študija in poučevanja. Ambiciozno zasnovana smer B, ki je vključevala oblikovanje, je zamrla. Večina njegovih študentov smeri B je bila kasneje med pionirji uvedbe univerzitetnega študija oblikovanja na ALUO. Ravnikar je oblikoval znak Osvobodilne fronte slovenskega naroda. Ključna vloga pedagoga pa je bila vzgoja vrste izvrstnih arhitektov in arhitektk.  

## Slovenski modernizem
Ravnikar sam in njegovi študentje so prevzeli ključne naloge pri povojni prenovi in obnovi v socialistični Sloveniji in širše v Jugoslaviji. Slovenska moderna arhitektura, ki je nastajala v tem času, je prepoznavna po razumni uporabi ter kombinaciji materialov, premišljeni tlorisni organizaciji in posebnih detajlih pri oblogah površin in spajanju konstrukcij. Arhitekti so bili po eni strani prisiljeni izumljati novosti zaradi pomanjkanja gotovih gradbenih izdelkov, po drugi strani pa so pomenili delno nadaljevanje obrtništva, ki ga je v šolo vpeljal Plečnik. Najvidnejši Ravnikarjevi študenti, ki so ustvarjali arhitekturo tega obdobja, so arhitekti: Savin Sever, Oton Jugovec, Milan Mihelič, Miloš Bonča, Grega Košak, Majda Dobravec Lajovic, Janez Lajovic, Stanko Kristl in Ilija Arnautović.

## Priznanja
Edvard Ravnikar je dobil več pomembnih nagrad, mdr. Prešernovo 1961 in 1978 (za življenjsko delo), Župančičevo 1965, Plečnikovo nagrado 1975 in 1987 (jubilejno), jugoslovanski nagradi "Borbe" in Avnoja (1982) in dunajsko Herderjevo nagrado (1988). Postal je dopisni član Jugoslovanske akademije v Zagrebu (JAZU, 1963), Slovenske akademije znanosti in umetnosti (SAZU: dopisni član 1969, redni 1979), 1985 je dobil naslov zaslužnega profesorja ljubljanske univerze, Tehniška univerza v Gradcu (Graz) pa mu je leta 1988 podelila častni doktorat.
Moderna galerija v Ljubljani, Občina v Kranju, ves Trg republike s ključnimi stavbami in spomeniki so razglašeni za spomenike državnega pomena.